# Krupka (Łódź)
Pour l’article homonyme, voir Krupka.
Krupka est une localité polonaise de la gmina de Bolesławiec, située dans le powiat de Wieruszów en voïvodie de Łódź.